# Main Street (Wizzard-album)
A Main Street a Wizzard együttes 2000-ben kiadott harmadik stúdióalbuma. A lemez felvételei már 1975-ben elkészültek, de az együttes a felvételek elkészülte után feloszlott, így a nagylemez sem jelenhetett meg.

## Dalok
Minden dalt Roy Wood szerzett.
1. Main Street – 6:03
2. Saxmaniacs – 3:05
3. The Fire in His Guitar – 7:17
4. French Perfume – 4:45
5. Take My Hand – 3:58
6. Don’t You Feel Better – 5:13
7. Indiana Rainbow – 4:00
8. I Should Have Known – 4:38

## Közreműködött
- Roy Wood – ének és háttérvokál, gitár, szaxofon, oboa, vonós basszus, francia kürt, elektromos szitár, basszusklarinét, elektromos billentyűsök, basszusgitár, dob
- Rick Price – basszusgitár, pedál steel gitár
- Charlie Grima – ének a Don't You Feel Better-en, dob, konga, ütőhangszerek
- Bob Brady – zongora
- Nick Pentelow – szaxofon, fuvola
- Mike Burney – szaxofon, fuvola
- Richard Plant – ének a Take My Hand-en[1]